# بچه رئیس (فیلم ۲۰۱۷)
بچه رئیس (به انگلیسی: The Boss Baby) یک پویانمایی رایانه‌ای کمدی آمریکایی محصول سال ۲۰۱۷ است که توسط دریم‌ورکس انیمیشن تولید و توسط استودیوهای قرن بیستم توزیع شده است. داستان فیلم برگرفته از کتابی به همین نام نوشته مارلا فارزی است. این فیلم توسط تام مک‌گراث کارگردانی و توسط مایکل مک‌کالرز نوشته شده است. از صداپیشگان این فیلم می‌توان به الک بالدوین، صداپیشه شخصیت اصلی، استیو بوشمی، جیمی کیمل، لیسا کودرو، مایلز باکشی و توبی مگوایر اشاره کرد. اولین قسمت از فرنچایز بچه رئیس، داستان پسری را دنبال می‌کند که به برادر نوزادش که یک مامور مخفی در جنگ برای عشق بزرگسالان بین نوزادان و سگ‌هاست کمک می‌کند.
نخستین نمایش بچه رئیس در تاریخ ۱۲ مارس ۲۰۱۷ در جشنواره بین‌المللی فیلم میامی بود و سپس در تاریخ ۳۱ مارس در ایالات متحده اکران شد. این فیلم نقدهای متفاوتی از سوی منتقدان، پس از اکران دریافت کرد، که پویانمایی و صداپیشگی آن را تحسین کردند، اما از طرح پیچیده، سرعت و طنز آن انتقاد کردند. این فیلم در مقابل بودجه ۱۲۵ میلیون دلاری خود، ۵۲۸ میلیون دلار در سراسر جهان فروخت. این فیلم نامزد بهترین پویانمایی بلند در جوایز اسکار، جوایز آنی و گلدن گلوبشد.
مجموعه‌ای تلویزیونی بر اساس این فیلم به نام بچه رئیس: بازگشت به کار توسط نتفلیکس در تاریخ ۶ آوریل ۲۰۱۸ به نمایش درآمد. دنباله‌ای برای این فیلم با نام بچه رئیس: کسب‌وکار خانوادگی در تاریخ ۲ ژوئیه ۲۰۲۱ در سینماها و بر روی پیکاک منتشر شد. یک مجموعه تلویزیونی دیگر به نام بچه رئیس: بازگشت به گهواره توسط نتفلیکس در تاریخ ۱۹ می ۲۰۲۲ به نمایش درآمد.

## داستان
داستان در مورد خانواده‌ای سه نفره است که با ورود بچه‌ای عجیب و غریب (که از طرف شرکت مخفی "کودک شرکت" فرستاده شده و وظیفه دارد که عشق مردم به بچه ها را افزایش دهد) به خانه‌شان اتفاقات زیادی رخ می‌دهد و پسر بزرگ می فهمد که بچه کوچک می تواند حرف بزند و راه برود؛ در‌حالی‌ که خانواده انگشت اتهام خود را به‌ سوی پسر بزرگترشان نشانه می‌روند و او را حسود می‌خوانند. طولی نمی‌کشد که اوضاع عوض می‌شود و این دو برادر چاره‌ای ندارند جز اینکه در مقابل خطری که خانواده را تهدید می‌کند با هم متحد شوند؛ زیرا "فرانسیس فرانسیس" می‌خواهد با استفاده از محلول مخصوصِ شیری که می تواند مانع رشد بچه ها شود و از بچه رئیس دزدیده‌ است توله سگ‌های بانمک و نامیرا تولید کرده تا عشق مردم به بچه‌ها را کم کند.

## صداپیشگان
- الک بالدوین در نقش بچه رئیس (تد)
- مایلز بکشی در نقش تیموتی "تیم" تمپلتون، برادر هفت ساله بچه رئیس و پسر بزرگ خانواده
- استیو بوشمی در نقش مدیر اجرایی شرکت Puppy Co. (فرانسیس فرانسیس)
- جیمی کیمل در نقش پدر تیم و بچه رئیس، آقای تمپلتون
- لیسا کودرو در نقش مادر تیم و بچه رئیس، خانم تمپلتون
- توبی مگوایر در نقش راوی، تیمِ بزرگ شده (آینده)
- تام مک‌گراث به عنوان آشپز تلویزیون
- والت دورن عکاس فیلم

## تولید
در ۱۲ ژوئن ۲۰۱۴ دریم‌ورکس انیمیشن خبر ساخت این انیمیشن را داد و افزود که قرار است در ۱۸ مارس ۲۰۱۶ اکران شود. تاریخ اکران انیمیشن چندین بار تغییر کرد تا اینکه در ژوئن ۲۰۱۶ تاریخ قطعی اکران ۳۱ مارس ۲۰۱۷ تعیین شد.
مایلز بکشی که پسر Gina Shay از تولیدکنندگان دریم‌ورکس انیمیشن و نوه رالف بکشی است در این پویانمایی به‌جای پسر هفت ساله‌ای به نام تیم تمپلتون حرف می‌زند. او ده سال بیشتر ندارد و این اولین صداپیشگی او محسوب می‌شود.

## موسیقی
موسیقی این فیلم توسط هانس زیمر به همراهٔ استیو مازارو جیکوب کولیر و دیگر هنرمندان تولید شد. موسیقی متن این فیلم توسط کمپانی یونیورسال پیکچرز منتشر شد.